# 布達基湖
布達基湖（烏克蘭語：Будацький лиман）是烏克蘭的潟湖，位於該國西南部敖德薩州，距離比爾霍羅德-德涅斯特羅夫斯基18公里，長17公里、寬2.5公里，面積31平方公里，平均水深1.05米，最大水深2.2米。